# KRISS KARD (пістолет)
KRISS KARD — американський пістолет.
Американська фірма KRISS USA Inc. є виробником і у лютому 2010 року подала заявку на патент (# 20070214699) нового пістолета, що використовує оригінальну систему затримки віддачі затвора.
Корпус пістолета виготовлений із пластику. Ствол KARD є фіксованим, на відміну від використовуваних у більшості звичайних пістолетів. Для забезпечення інерції вага перебуває у передній частині пістолета і приводиться в дію затвором. Вага, яка зміщується вниз під час віддачі, виконує ту ж функцію (інерцію), що й полозок у звичайному пістолеті. Поворотна пружина приводить затвор у бойове положення, даючи йому змогу досилати черговий патрон із магазина.